# 일립이전
일립이전은, 변에서 기점이 하나일 때 두칸을 벌리는 것이 적당하다는 뜻의 관용어다.